# FM2000
FM2000 (lang: FM kaksituhatta) ist eine finnische Alternative-Metal- und Punk-Band aus Pieksämäki, die 1999 gegründet wurde.

## Geschichte
FM2000 wurde 1999 von Sebü, Rota und Kosmo gegründet. Die ersten zehn Jahre ihres Bestehens brachten sie zahlreiche selbstfinanzierte Alben und Demos heraus. Dann erhielten sie im Februar 2009 bei der Helsinki Metal Expo den Finnish Metal Award in der Kategorie „Beste Demoband“, was ihnen umgehend einen Plattenvertrag bei Sakara Records, dem Label von Mokoma, einbrachte. Am 4. März 2009 veröffentlichten sie dort ihr Debütalbum Meibi bus home?, das auf Platz 28 der finnischen Albencharts einstieg. Es erhielt durchwegs gute Kritiken in den finnischen Medien, wo der Band eine „Verwandtschaft im Geiste“ mit System of a Down zugeschrieben wurde. Im Oktober 2009 erschien die EP Yes, Sir!, die Platz 9 in den Charts erreichte.
Im Februar 2010 erhielten sie erneut einen Finnisch Metal Award, dieses Mal in der Kategorie „Beste Newcomer“.

## Diskografie

### Demos und Promos
- 2000: Fm2000
- 2000: Round Cube
- 2000: Joseph’s Seven Faces
- 2001: Multaa

### Alben
- 2003: Routanyrkki
- 2004: Volovo
- 2006: Go Russia (Kompilation)
- 2006: Moskovan pasuunat
- 2009: Meibi bus home?
- 2010: Opium grilli
- 2014: Carina II

### EPs
- 2002: Ruumisvasara
- 2005: 76100 Pieksämäki
- 2009: Yes, Sir! (Sakara Records)